# 小代渓谷
小代渓谷（おじろけいこく）は兵庫県美方郡香美町小代区にある渓谷。
日本海に注ぐ矢田川の源流部一帯を指す。山陰海岸ジオパークや氷ノ山後山那岐山国定公園に属する。

## 特徴
矢田川が深い断崖を刻み、ブナなど高山性の自然植生を有する原生林がまとまって残されている。春の新緑やシャクナゲの群生、秋の紅葉など、四季折々の変化を見せる。ヤマメ、アマゴなどの渓流釣りも楽しめる。

## 見どころ
- 魚止めの滝 - 魚さえのぼれない迫力に由来[2]。

## 所在地
- 兵庫県美方郡香美町小代区秋岡
- 兵庫県美方郡香美町小代区新屋

## 交通アクセス
- JR山陰本線 八鹿駅から全但バス「秋岡」行き乗車、終点「秋岡」下車 徒歩
- 国道482号 - 渓谷周辺は車両通行止めとなっている。

## 周辺情報
- 小代区
- 但馬牛
- 鉢伏山
- 氷ノ山
- 久須部渓谷
- うへ山の棚田（日本の棚田百選）
- ふれあい温泉おじろん（小代温泉）
- おじろスキー場

## 外部サイト
- 小代渓谷のご案内（香美町サイト）
- 香美町小代観光協会
- スモールイズワンダフル～但馬牛のふるさと・小代～（Facebookページ）